# La Destra
La Dreta (en italià: La Destra) va ser un partit polític italià conservador nacionalista, fundat el 3 de juliol de 2007 per Francesco Storace.

## Història
Inicialment fou un corrent d'opinió dins Alleanza Nazionale creada el novembre de 2006, i que defensava els principis bàsics que provocaren la svolta di Fiuggi, i de la que es va escindir per la deriva que ver fer Gianfranco Fini vers el centredreta del Poble de la Llibertat i fondre AN dins Forza Italia. Refusaren entrar en el Partit Popular Europeu i la proposta de concedir dret de vot local als immigrants regularitzats i a l'ensenyament de l'alcorà a les escoles públiques. Després de l'escissió només el seguí el diputat Antonio Pezzerella. Durant tot moment acusaran Gianfranco Fini de canviar els valors tradicionals a canvi d'un ministeri.
L'entrada de Teodoro Buontempo (ex AN) bastirà l'estructura ideològica del partit. Pretén defensar els valors tradicionals italians (conservadorisme nacional), adoptant el lema ‘’Dio – patria – famiglia’’, i les 5 tesis del pensament de Storace, una dreta catòlica, solidarista, europea, occidental i cristiana. S'hi adheriren Stefano Schiavi, Alberto Arrighi (ex dirigent jovenil de MSI i AN), Antonella Sambruni (ex AN) i altres, el diputat d'AN Roberto Salerno i els senadors Stefano Losurdo, Stefano Morselli, l'exsenador Michele Florino, l'ex alcalde de Foggia Paolo Agostinacchio, i Giancarlo Pagliarini (ex Lliga Nord). Romolo Reboa redactarà els estatuts del partit. També se li uniren l'eurodiputat Nello Musumeci i el moviment Aliança Siciliana. En l'assemblea constituent hi participaren Assunta Almirante, vídua de Giorgio Almirante, i Silvio Berlusconi, cosa que provocà fort malestar intern a AN. Organitzaren el grup de joventuts Azione Giovani, dirigit per Giorgia Meloni.
A les eleccions regionals de Trentino-Tirol del Sud de 2008 es presentà en coalició amb la Lliga Nord i PDL, obté 0,6% i 0 escons. El 3 de febrer de 2008 arribaren a un acord amb Fiamma Tricolore per a presentar-se plegats a les legislatives de 2008 com a La Destra-Fiamma Tricolore, i com a cap de llista Daniela Santanchè, però no van obtenir representació al Parlament italià. L'octubre de 2008 Santanchè abandona el partit i funda el Moviment per Itàlia.

## Resultats electorals

### Parlament italià
| Any  | Líder             | Vots          | %          | Diputats | +/– | Vots          | %          | Senadors | +/- |
| ---- | ----------------- | ------------- | ---------- | -------- | --- | ------------- | ---------- | -------- | --- |
| 2008 | Daniela Santanchè | Dins LD-FT    | Dins LD-FT | 0 / 630  | Nou | Dins LD-FT    | Dins LD-FT | 0 / 315  | Nou |
| 2013 | Francesco Storace | 219,816 (#11) | 0.6        | 0 / 630  | =   | 221,112 (#10) | 0.7        | 0 / 315  | =   |

### Parlament Europeu
| Any  | Líder             | Vots         | %   | Escons | +/– |
| ---- | ----------------- | ------------ | --- | ------ | --- |
| 2009 | Francesco Storace | 681,290 (#9) | 2.2 | 0 / 72 | Nou |